# Stefan Leven
Ćel Stefan Leven (швед. Kjell Stefan Löfvén; Stokholm; 21. jul 1957) bio je 33. premijer Kraljevine Švedske od 3. oktobra 2014. i bio je predsednik Socijalističkih demokrata Švedske od 27. januara 2012.

## Biografija
Rođen je u Apsudenu, predgrađu Stokholma, kao sin Turea i Iris Melander. Otac mu je bio industrijski radnik, a majka medicinska sestra. Završio je Soleftea srednju školu i sociologiju na Univerzitetu Umeo.
Primljen je u Izvršni odbor Socijalističkih demokrata Švedske 2006. godine. Od tada mu je politika osnovno zanimanje.
Učestvovao je na Paradi ponosa 2014. godine u Stokholmu.
Za vreme njegovog mandata je Švedska priznala nezavisnost Palestine, čime je postala prva država iz EU koja je to učinila.